# 우라늄 레이저 농축법

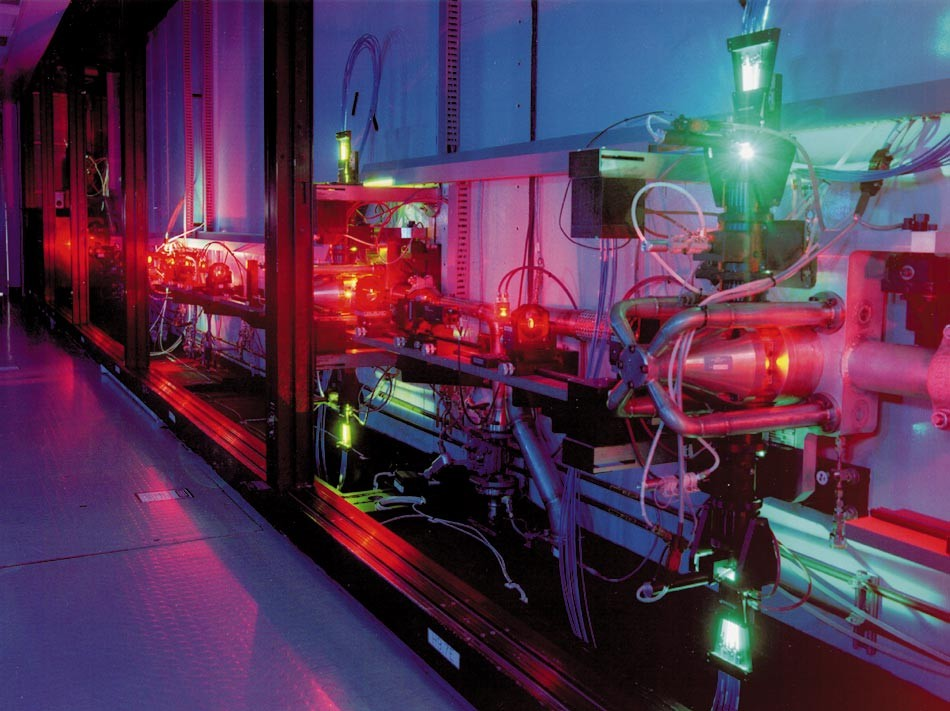

우라늄 레이저 농축법(AVLIS: Atomic vapor laser isotope separation)은 레이저를 사용하여 농축 우라늄을 만드는 방법이다.

## 기술
| 구분   | 플루토늄 (kg) | 플루토늄 (kg) | 플루토늄 (kg) | 우라늄 (kg) | 우라늄 (kg) | 우라늄 (kg) |
| 폭발력 | 기술적 능력   | 기술적 능력   | 기술적 능력   | 기술적 능력 | 기술적 능력 | 기술적 능력 |
| kt     | 저급 기술     | 중급 기술     | 고급 기술     | 저급 기술   | 중급 기술   | 고급 기술   |
| ------ | ------------- | ------------- | ------------- | ----------- | ----------- | ----------- |
| 1      | 3             | 1.5           | 1             | 8           | 4           | 2.5         |
| 5      | 4             | 2.5           | 1.5           | 11          | 6           | 3.5         |
| 10     | 5             | 3             | 2             | 13          | 7           | 4           |
| 20     | 6             | 3.5           | 3             | 16          | 9           | 5           |

핵폭탄 한 개를 만들려면 우라늄 235가 20 kg 정도 필요하다. 이를 위해선 천연 우라늄 3.5톤이 든다. 레이저 농축법은 가스확산법과 같은 막대한 에너지나 열량을 소모하지 않으며 원심분리법의 우라늄 낭비 폐단도 없다. 막대한 시설이나 공장부지도 필요없다. 2시간 단위로 한 사이클이 계속되며, 우라늄 235 20kg를 얻는데, 30만초, 즉 3.5일밖에 안 걸린다고 한다. 이것은 지하 아지트에서 손쉽게 핵폭탄을 만들 수 있는 가능성을 동시에 열어놓는 것이다.
1977년 동아일보 기사에 따르면 핵폭탄 한 개를 제작할 수 있는 농축 우라늄 20kg를 얻는데, 30만초, 즉 3.5일이 걸린다고 하는데, NRDC 보고서에 따르면, 최신 기술을 적용한 경우, 농축 우라늄 5 kg이면 20 kt급 핵폭탄(히로시마급 핵폭탄)을 제작할 수 있다. 75,000초, 즉 21시간이면 20 kt급 핵폭탄(히로시마급 핵폭탄) 1발을 제작할 수 있다.
원자로가 필요한 플루토늄과 달리, 농축 우라늄 핵폭탄 제조에는 원자로도 필요없다.
레이저 농축법은 천연 우라늄 중에서 우라늄 235만을 이온화 시키는 레이저를 쏘아 이온화 된 우라늄 235를 전자기장을 걸어 가루로 모아오는 방식이다. 천연 우라늄에는 99.3%의 우라늄-238, 0.7%의 우라늄-235이 있으며 핵폭탄이나 원자로에 사용되는 우라늄은 우라늄 235이다.

## 나라별 현황

### 이스라엘
이스라엘의 하레츠 지는 1982년 5월 12일 영국과 미국에서 출간된 "바그다드 상공의 2분간"이란 책을 인용, 이스라엘이 1972년에 레이저 광선을 이용, 우라늄을 농축하는 획기적인 방법을 고안했다고 밝혔다.

### 일본
일본 과학진은 레이저 빔의 조사로 천연 우라늄을 35%까지 농축시킬 수 있는 레이저 광선 2단계 농축법에 성공했다고 1977년 11월 4일 발표했다. 오사카 대학교 전자공학 전공인 야마나까 박사는 이 기술을 실험할 시험공장이 건설돼야 할 것이라고 말했다. 일본이 1977년 현재 가동중인 원심분리법 우라늄 농축 시험공장의 효율은 3에서 4%이다.
일본의 원자력연구소는 레이저 광선을 천연 우라늄에 투사하여 농축 우라늄을 제조하는 기초실험에 성공했다. 이는 고온의 증기상태인 천연 우라늄에 염료 레이저에서 나오는 자외선을 투사하여 우라늄 235를 분리한 것이다.

### 미국
1979년 미국 굴지의 석유회사 엑손은 레이저 핵연료 농축 공장 건설 허가 신청서를 미국 정부에 제출했으니, 카터 행정부는 이 기술이 비교적 수월해서 핵확산을 초래할 위험이 크다는 이유를 들어 허가를 보류했다. 미국 에너지청의 한 관계자는 "이 레이저 농축공장은 1천만 달러만 들이면 누구나 지을 수 있다. 이 정도의 농축공장은 마피아단도 소유할 수 있게 될 것이다."라고 우려하고 있다. 엑손사의 계산에 따르면 기존 시설보다 건설비는 1/5, 처리비용은 1/2이다. 로스 알라모스 연구소의 젠센 박사는 이 방법은 농축 핵연료 가격을 최소한 30% 낮출 수 있다고 주장했다.
미국은 원자력 발전 핵연료인 농축 우라늄의 차세대 기술인 레이저 농축법(ALVIS)를 채택하기로 결정했다. 기존의 원심분리법(AGC)보다 더 발전된 최신기술이다. 생산원가가 싸고 농축 우라늄의 경쟁력을 회복하기 위한 것이다. 1985년 현재 세계 추세는 가스확산법에서 원심분리법으로 이행, 일본이나 유럽에서는 원심분리법으로 상업적 우라늄 농축을 하고 있다. 미국의 정책 변경은 이들 국가에 큰 영향을 줄 것으로 예상되고 있다.

### 호주
2006년 5월 27일 호주에서 레이저를 이용한 SILEX 우라늄 농축기술이 개발됨에 따라 핵 발전 비용을 크게 줄일 수 있게 됐다고 호주 신문들이 보도했다.
6500만 달러(700억원)이라는 매우 싼 비용의 개발비와 10여년의 개발기간, 25명의 연구자가 동원되었다. 개발 책임자인 핵과학자 마이클 골드워시 박사는 새로 개발된 기술은 핵연료 비용의 30% 정도를 차지하는 우라늄 농축비용을 절반으로 줄일 수 있는 기술이라고 설명했다. 한국은 매년 4천억원어치의 우라늄 광석을 수입하며, 1천억원의 농축비용을 추가로 부담하고 있다. 호주의 기술은 농축비용을 500억원으로 줄일 수 있다는 설명이다.
호주의 신기술은 미국의 GE가 개발특허권을 구입했으며, 미국 GE, 일본 히타치 등 민간기업들의 컨소시엄인 글로벌레이저농축(GLE)이 새로운 레이저 농축기법을 이용해 농축우라늄을 대량생산할 수 있는 단계에 이르렀다. GE는 미국 노스캐롤라이나주 윌밍턴의 한 시설에서 2년간의 우라늄 레이저 농축기술 실험을 성공적으로 완료했다. 2011년 8월 글로벌레이저농축은 10억달러(약 1조800억원) 규모의 농축우라늄 생산시설을 지을 수 있도록 미국 연방정부에 허가를 신청해 놓았다.

### 이란
2003년 5월 이란의 핵무기 개발을 처음 폭로한 알리레자 자파르자데는 이날 이란 내 저항단체의 보고서를 인용해 "테헤란에서 북서쪽 25 km 떨어진 라스카르 아바드에서 레이저 농축작업이 몰래 이뤄지고 있다"고 밝혔다.

### 대한민국
IAEA 2차 사찰단이 2004년 9월 20일부터 대전 한국원자력연구소의 우라늄 분리실험과 플루토늄 추출실험을 대상으로 보강 조사활동에 본격 착수했다. 이번 사찰단의 또 다른 중요 관심사가 2000년 우라늄 0.2g을 농축할 당시 사용한 증기 레이저동위원소분리법(AVLIS)을 이용한 실험 내용과 기술 수준인 것으로 알려졌다.
장인순 한국원자력연구소 소장은 우라늄 농축 수준은 평균 10%로 무기급에 근접한 80~90% 수준의 고농축은 "불가능하다."고 일축했으며, "극미량이 생산돼 심지어 핵물질이라고 불릴 수도 없는 것"이라고 말했다고 일본 교도통신이 보도했다.
2011년 11월 30일 평화방송 오동선 PD는 2000년 우라늄 농축 실험과 관련, 2005년 고위급 실험 책임자로부터 "자체 개발한 레이저 농축 장비를 통해, 충북 우라늄광에서 채굴한 광석에서 우라늄235를 90% 이상 농축하는 실험에 성공했다."고 밝혔다. 참여정부 국가안전보장회의(NSC) 관계자도 확인을 해 주었다고 말했다. 2004년에 IAEA 등에 의해 2000년 실험이 발각되었을 당시에는, 러시아제 레이저 농축 장비이며, 전량 폐기되어 보관 중이라고 알려졌으나, 순수 국산 제작품이라고 밝혔다.
대한민국 김대중 정부는 2000년에 우라늄 레이저 농축을 성공했으며, 2000년에 러시아 고철 ICBM을 밀반입해 재조립하는데도 성공했다. 대한민국의 핵무기 개발, 대한민국의 탄도 미사일 개발 참조.
한국원자력연구원은 2000년 신개념의 레이저 농축 실험을 진행한 바 있다. 레이저 농축법을 쓰면 농축 우라늄 235 1kg을 얻는 데 4시간 정도밖에 들지 않는 것으로 알려졌다.

## 핵실험
레이저 농축법으로 제작한 핵폭탄은 핵실험이 필요없다.

## 같이 보기
- MLIS
- SILEX